# Destined Solitaire
Destined Solitaire ist das fünfte Studioalbum der schwedischen Retro-Prog-Band Beardfish. Es wurde am 27. Juli 2009 veröffentlicht.

## Stil und Rezeption
Auf „Destined Solitaire“ spielt die Band Retro-Prog mit Anleihen an den Canterbury Sound der 70er Jahre. Ungewöhnlich für das Genre ist die kurze Growling-Phase im Titelstück. Als stilistisches Vorbild werden neben Kaipa und The Flower Kings auch Frank Zappa und Gentle Giant genannt.
Von Kritikern oft hervorgehoben wird die stilistische Vielfalt des Albums:

„Anstatt es mit schwedischem Krachrock zu versuchen, wird hier einmal quer durchs Gehege des progressiven Musikmachens gewildert. Diesmal dabei herausgekommen ist "Destined Solitaire", ein Album voll eruptiver Kompositionen und grausamer Experimentierfreude.“

Das Album wurde weithin positiv aufgenommen; so erreichte es auf den Babyblauen Seiten durchschnittlich 11,5 von 15 Punkten, das Webzine „Terrorverlag“ vergab die volle Punktzahl.

## Titelliste
1. Awaken The Sleeping (6:01)
2. Destined Solitaire (10:53)
3. Until You Comply Including Entropy (15:21)
4. In Real Life There Is No Algebra (4:33)
5. Where The Rain Comes In (8:29)
6. At Home... Watching Movies (1:53)
7. Coup De Grâce (9:48)
8. Abigail’s Questions (In An Infinite Universe) (9:12)
9. The Stuff That Dreams Are Made Of (10:40)